# 斯科特·李
斯科特·李（英語：Scott Lee，1949年3月15日—），加拿大划艇运动员，活跃于20世纪60年代末、70年代初，曾参加墨西哥城的1968年夏季奥林匹克运动会C-2 1000米项目，预赛即被取消资格，四年后在慕尼黑的1972年夏季奥林匹克运动会C-2 1000米项目半决赛中被淘汰。